# ネバダ州議会元老院
ネバダ州議会元老院（英語：The Nevada Senate）は、アメリカ合衆国ネバダ州の州議会であるネバダ州議会の上院である。下院はネバダ州議会代議院である。現在（2012年から2021年）は、単一選挙区から選出される21人の議員で構成されている。前回の区割り（2002年から2011年）では19の選挙区があり、そのうち2つは複数議席区であった。2012年以降は、隣接する州議会選挙区を2つずつ組み合わせた21の選挙区が存在する。各議員は、2010年の国勢調査によると、約128,598人を代表している。ネバダ州憲法第4条では、州議会議員の任期は4年で、2期に分けて選出されると定めている。
さらに、上院の規模は、下院の3分の1以上、2分の1以下と定められている。上院議員の任期は4年で3期（12年）までと定められており、2010年に施行された。憲法の改正により、2010年には7名、2012年には4名、2014年には1名の議員が任期切れとなった。上院は1971年までカーソンシティ (ネバダ州)の旧州議会議事堂で会合を開いていたが、その後議事堂の南側に立法ビルが建設された。立法ビルは、拡大する立法府に対応するため、1997年に現在の外観に拡張された。

## 歴史

### 繁栄と衰退の時代（1861年~1918年）
ネバダ準州議会の最初の会期は1861年に開催された。評議会は現在の上院の前身であり、反対側の議場は代議院と呼ばれるようになった。1861年には、郡がまだ設立されていなかったため、地区から選出された9人のメンバーが評議会にいた。 郡は準州議会の第1会期で設立され、議会の規模は13人に拡大された。州として承認された後、上院の議員数は1864年の18名から、1891年から1899年にかけては最低の15名、1875年から1879年にかけては最高の25名となった。

### 小連邦制時代（1919年～1966年）
1919年、上院は「小連邦制」と呼ばれる慣行を開始し、各郡の人口に関係なく、ネバダ州の上院議員1名を割り当てた。これにより上院の議員数は17名となり、1965年から1967年まで続いた。1962年、合衆国最高裁判所はBaker v. Carr判決で、州議会の選挙区の再編成は政治問題ではなく、連邦裁判所が司法権を行使できると判断した。
1964年、合衆国最高裁判所はレイノルズ対シムズ事件の審理を行い、「1人1票」の原則に基づき、州議会の不平等を撤廃した。この2つの訴訟が全国レベルで決着したことを受け、1965年、ネバダ州議会議員のフローラ・ダンガンとラスベガス在住のクレア・W・ウッドベリーは、ネバダ州の上院選挙区が合衆国憲法修正第14条の平等保護条項に違反しており、公平な代表と比例選挙区を欠いているとして、ネバダ地区連邦地方裁判所に訴訟を起こした。
当時、ネバダ州の人口の8パーセント未満が上院議席の50パーセント以上を占めていた。連邦地方裁判所は、上院と下院の選挙区割りの法律は「憲法上有効な政策に基づかない、悪意のある差別的」であると判断した。グラント・ソーヤー知事に対し、憲法上有効な選挙区割り案を提出するための特別会議の招集を命じた。第11回特別議会は1965年10月25日から11月13日まで開催され、上院の定数を17から20に増やす計画が採択された。 

### 現代（1967年～現在）
司法介入後の最初の選挙は1966年に行われ、その後の州議会は、下院から40名、上院から20名の議員で構成された。1981年には、クラーク郡の人口増加により、上院の規模が21名に拡大された。
2008年の選挙後、民主党が1991年以来初めて上院を掌握した。
2011年1月、ウィリアム・ラッジオが38年間の議員生活を終えて辞職した。
2011年1月18日、ワショー郡委員会は、空席となったウィリアム・ラッジオ上院議員の残りの任期を務めるために、元下院議員で元米国連邦検事のグレゴリー・ブラウワー氏を選出した。
第76回会期と10年ごとの区割り見直しにより、選挙区の境界変更と人口動態の変化を受けて、シーラ・レスリーは2012年2月に辞職し、2012年のグレッグ・ブラウワーとの対決に出馬する意向を表明した 。
その後、2012年2月、個人的な理由を理由に、エリザベス・ハルセス上院議員は郊外/農村部のクラーク郡の議席を辞職した。

## 議会構成

### 議会指導部
上院議長は上院の最高役職であるが、議長が投票するのは同数の場合のみであり、また手続き上の問題のみに限られる。ネバダ州憲法第5条17項により、ネバダ州副知事が上院議長を務める。現職の上院議長は、共和党所属のネバダ州副知事スタブロス・アンソニーである。議長が不在の場合は、仮議長が議事を司り、委員会や委員の任命権を持つ。仮議長は多数党によって選出される。
多数派院内総務や少数党院内総務など、その他の党派の指導的立場にある役職は、それぞれの党の院内総務会によって選出され、議場における各党の代表となる。

### 議員外の役員
通常会議の初日、上院は、上院議員以外の超党派の行政官（上院書記官や上院守衛官など）を選出する。上院書記官は議会運営官および上院の最高行政官を務め、守衛官は上院本会議場、傍聴席、委員会室の礼儀と秩序の最高責任者となる。クレア・J・クリフトは、当時共和党の上院多数党院内総務であったウィリアム・ラッジオによって任命された。2008年に民主党が多数派となり、彼女は2010年まで留任した。2010年8月、スティーブン・ホースフォード多数派院内総務（当時）は、デビッド・バイアマンを第41代上院書記官に任命した。2014年の選挙の翌日、 デビッド・バイアマンは役職を解かれ、前書記官のクレア・J・クリフトが再任された。退職した警察署長のロバート・G・ミルビーが、多数派院内総務により守衛官に選出された。
選出された議員外の役員は、上院の意向に従って職務を遂行する。そのため、後任者が選出されるまで2年間の任期を務めることになる。上院はまた、120日間の会期の残りの期間まで勤務する超党派の上院会期スタッフの残りのメンバーを、決議により承認する。

### 役職

#### 最高指導部
| 役職                | 氏名            | 政党       | 選挙区     |
| ------------------- | --------------- | ---------- | ---------- |
| 議長/ネバダ州副知事 | Stavros Anthony | Republican | N/A        |
| 仮議長              | Pat Spearman    | Democratic | District 1 |

#### 多数党指導部
| 役職             | 氏名              | 政党       | 選挙区      |
| ---------------- | ----------------- | ---------- | ----------- |
| 多数派院内総務   | Nicole Cannizzaro | Democratic | District 6  |
| 多数派院内副総務 | Roberta Lange     | Democratic | District 7  |
| 多数派院内幹事   | Dallas Harris     | Democratic | District 11 |
| 多数派院内副幹事 | Fabian Doñate     | Democratic | District 10 |
| 多数派院内副幹事 | Melanie Scheible  | Democratic | District 9  |

#### 少数党指導部
| 役職             | 氏名         | 政党       | 選挙区      |
| ---------------- | ------------ | ---------- | ----------- |
| 少数派院内総務   | Robin Titus  | Republican | District 17 |
| 少数派院内副総務 | Carrie Buck  | Republican | District 5  |
| 少数派院内副幹事 | Lisa Krasner | Republican | District 16 |
| 少数派院内副幹事 | Jeff Stone   | Republican | District 20 |

### 上院議員名簿
下院選挙区は上院選挙区の中にあり、下院選挙区2つにつき1つの議会選挙区がある。2011年に特別管財人が作成し、地区裁判所のジェームズ・トッド・ラッセル判事が承認した立法府の最終的な区割り案は、ネバダ州が州として独立して以来、初めて州議会選挙区がすべて上院選挙区に完全に組み込まれたものである。各議会選挙区はネバダ州人口の42分の1を代表し、上院選挙区はネバダ州人口の21分の1を代表する2つの議会選挙区から構成される。
| 上院選挙区 | 下院選挙区 | 氏名                 | 政党       | 居住地          |
| ---------- | ---------- | -------------------- | ---------- | --------------- |
| 1          | 1, 17      | Pat Spearman         | Democratic | North Las Vegas |
| 2          | 11, 28     | Edgar Flores         | Democratic | Las Vegas       |
| 3          | 3, 10      | Rochelle Nguyen      | Democratic | Las Vegas       |
| 4          | 6, 7       | Dina Neal            | Democratic | Las Vegas       |
| 5          | 22, 29     | Carrie Buck          | Republican | Henderson       |
| 6          | 34, 37     | Nicole Cannizzaro    | Democratic | Las Vegas       |
| 7          | 18, 20     | Roberta Lange        | Democratic | Las Vegas       |
| 8          | 2, 5       | Marilyn Dondero Loop | Democratic | Las Vegas       |
| 9          | 9, 42      | Melanie Scheible     | Democratic | Las Vegas       |
| 10         | 15, 16     | Fabian Doñate        | Democratic | Las Vegas       |
| 11         | 8, 35      | Dallas Harris        | Democratic | Las Vegas       |
| 12         | 21, 41     | Julie Pazina         | Democratic | Las Vegas       |
| 13         | 24, 30     | Skip Daly            | Democratic | Sparks          |
| 14         | 31, 32     | Ira Hansen           | Republican | Sparks          |
| 15         | 25, 27     | Heidi Gansert        | Republican | Reno            |
| 16         | 26, 40     | Lisa Krasner         | Republican | Reno            |
| 17         | 38, 39     | Robin Titus          | Republican | Wellington      |
| 18         | 4, 13      | Vacant               |            |                 |
| 19         | 33, 36     | Pete Goicoechea      | Republican | Eureka          |
| 20         | 19, 23     | Jeff Stone           | Republican | Las Vegas       |
| 21         | 12, 14     | James Ohrenschall    | Democratic | Las Vegas       |

### 委員会
州上院には、下記の委員会が存在している。
| 委員会         | 委員長               | 副委員長          | 少数党筆頭委員        | 委員数 |
| -------------- | -------------------- | ----------------- | --------------------- | ------ |
| 商務・労働     | Patricia Spearman    | Vacant            | Joseph P. Hardy       | 8      |
| 教育           | Mo Denis             | Joyce Woodhouse   | Scott Hammond         | 7      |
| 財務           | Joyce Woodhouse      | David Parks       | James A. Settelmeyer  | 8      |
| 政府業務       | David Parks          | Melanie Scheible  | Pete Goicoechea       | 5      |
| 成長・インフラ | Yvanna Cancela       | Chris Brooks      | Joseph P. Hardy       | 8      |
| 保健・福祉     | Julia Ratti          | Pat Spearman      | Joseph P. Hardy       | 5      |
| 司法           | Nicole Cannizzaro    | Dallas Harris     | Scott T. Hammond      | 8      |
| 立法業務・選挙 | James Ohrenschall    | Nicole Cannizzaro | Heidi Seevers Gansert | 5      |
| 天然資源       | Melanie Scheible     | Chris Brooks      | Pete Goicoechea       | 5      |
| 歳入・経済開発 | Marilyn Dondero Loop | Julia Ratti       | Ben Kieckhefer        | 5      |

上院の常任委員会の管轄権限は、上院決議1号で採択された上院規則によって定められている。